# ニシキヘビ属
ニシキヘビ属（ニシキヘビぞく、Python）は、爬虫綱有鱗目ニシキヘビ科に属する属。ニシキヘビ科の模式属。

## 分布
アフリカ大陸、ユーラシア大陸南部、インドネシア、スリランカ

## 形態
小型種では最大でも200cm程。一般的にニシキヘビといって連想される、褐色や暗緑色の体色に暗色の斑紋が入るといった色彩の種が多い。体形は太い種が多く、広義のアカニシキヘビは特に顕著で、全長は最大種ヒイロニシキヘビでも300cmに達しないものの成人男性の大腿部程の太さになる。アカニシキヘビは俗にいうツチノコ体形で、これは同様に多湿な環境に生息するヒメハブやアダーボア等のヘビも同様の体形をしているため収斂の一例として知られている。

## 生態
サバナや熱帯雨林、種によっては民家近くや都市部等の様々な環境に生息する。サバナのようなある程度乾燥した環境に生息する種はいるが、砂漠のような完全に乾燥した環境に生息する種はいない。逆に多湿な環境を好む傾向があり、乾燥地に生息するが水に入ることを好む種もいる。特に多湿な環境を好むとされる広義のアカニシキヘビは沼地や湿地に生息する。地上棲の種が多いが、樹上棲傾向の強い種もいる。
食性は動物食で、両生類、爬虫類、鳥類、哺乳類等を食べる。種によってはヒョウやイノシシや家畜を捕食した例もある。獲物が目の前を通りかかると素早く襲いかかり、長い体を獲物に巻きつけてから、強い力で締め殺す。かつて、獲物に巻き付くのは窒息死を狙っているとされた。しかし、2015年頃から、窒息ではなく、強く獲物の体を締め上げることで、獲物の心臓を止めて殺すことが分かった。上手く締め付けると、わずか数秒で獲物は死亡するため、窒息よりも速く殺すことが可能である。獲物を殺した後、丸呑みにする。
捕食した獲物は、長時間かけて消化するため、1週間から1ヶ月程度、何も食べずにいることもある。人間や他の動物に捕まってしまった場合、逃げようとして、呑み込んだ獲物を吐き出す場合もある。
繁殖形態は卵生。卵の大きさは種による差異は少なく大型種は体形に比べると小型の卵を大量に産み、小型種は体形に比べると大型の卵を少量産む傾向がある。

## 分類
分類・和名は田原(2022)による。
- ニシキヘビ属 Python
  - Python anchietae アンゴラニシキヘビ　Angolan python
  - Python bivittatus ビルマニシキヘビ　Burmese python
  - Python breitensteini ボルネオタンビニシキヘビ Borneo short-tailed python
  - Python brongersmai ヒイロニシキヘビ Blood python
  - Python curtus スマトラタンビニシキヘビ Sumatran short-tailed python
  - Python kyaiktiyo ビルマタンビニシキヘビ Myanmar short-tailed python
  - Python molurus インドニシキヘビ Indian python
  - Python natalensis ナタールニシキヘビ Southern African rock python
  - Python regius ボールニシキヘビ Ball python
  - Python sebae アフリカニシキヘビ Central African rock python

## 人間との関係
属名はギリシャ神話に登場する蛇神ピュトンに由来する。
皮は革製品の原料とされる。皮目的の乱獲により生息数が減少した種もいるためワシントン条約により国際的な取引は規制されている。欧州市場では、ヘビ皮を使った高級レザー製品の需要があり、2014年に国際自然保護連合とニシキヘビの保護団体が発表した報告書では、東南アジアから欧州の闇市場に毎年50万枚、推計10億ドル相当の皮が流入しているとする報告書が発表されている。
本属にはニシキヘビ科の他属と異なり人間を絞め殺した記録のある種が含まれている。ビルマニシキヘビ、アフリカニシキヘビの2種で、これらの種は日本では特定動物に指定されている。反面その大きさからペットとしての人気も高い。一方でボールニシキヘビのような大人しい小型種もペットとして人気がある。2024年現在、特定動物に指定されている種は個人の新規飼育が不可能である。

## 画像

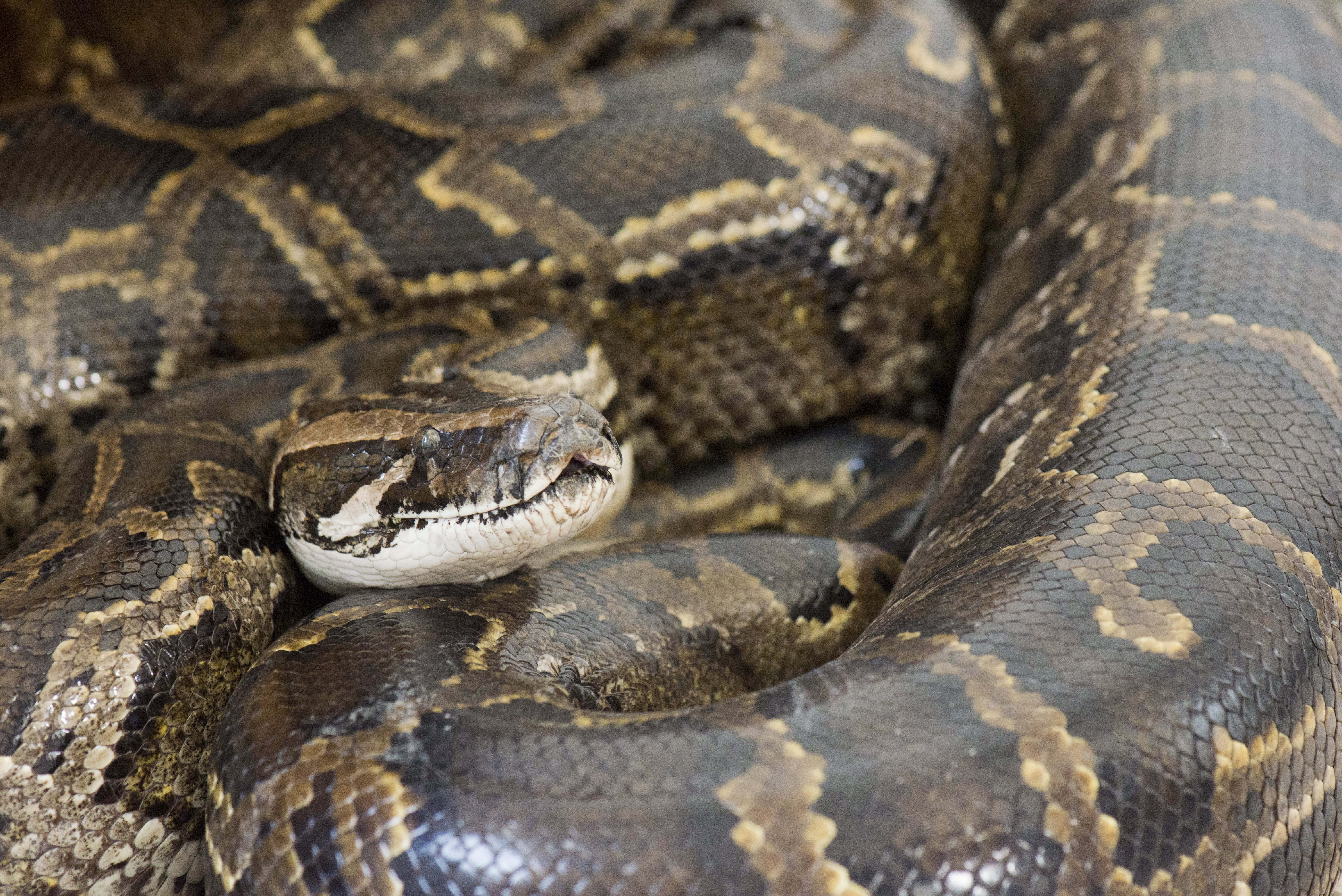
ビルマニシキヘビ P. bivittatus
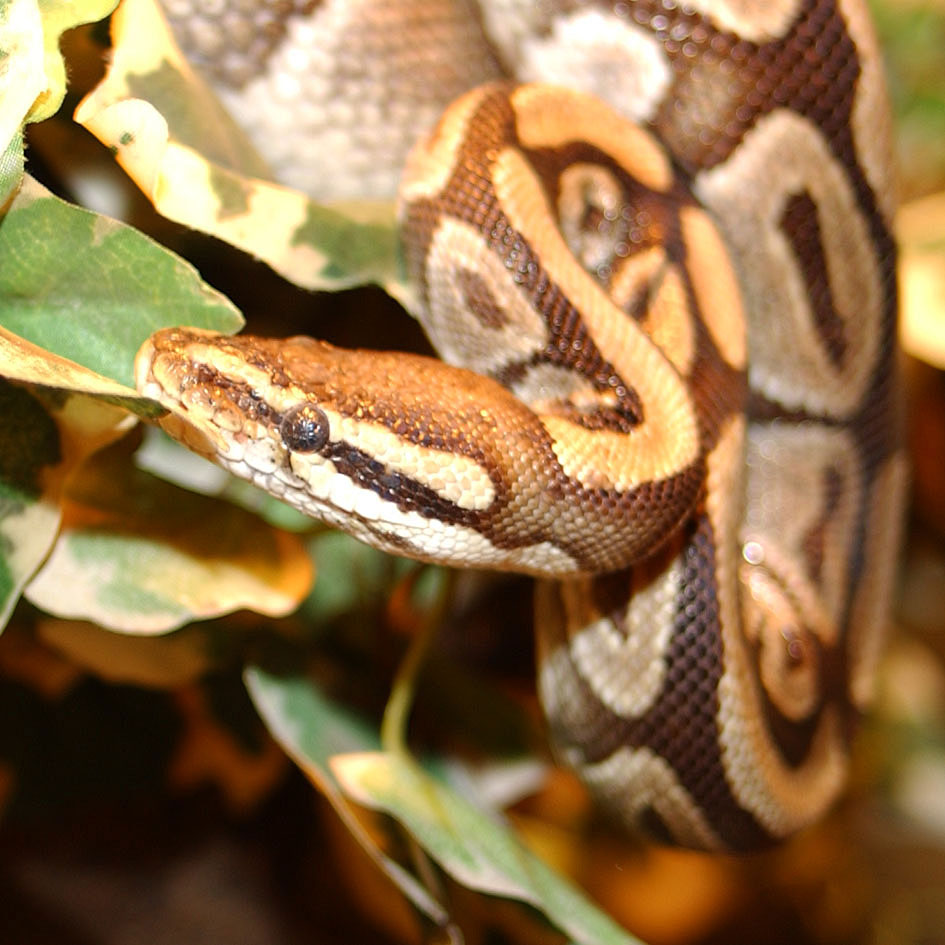
ボールニシキヘビ P. regius
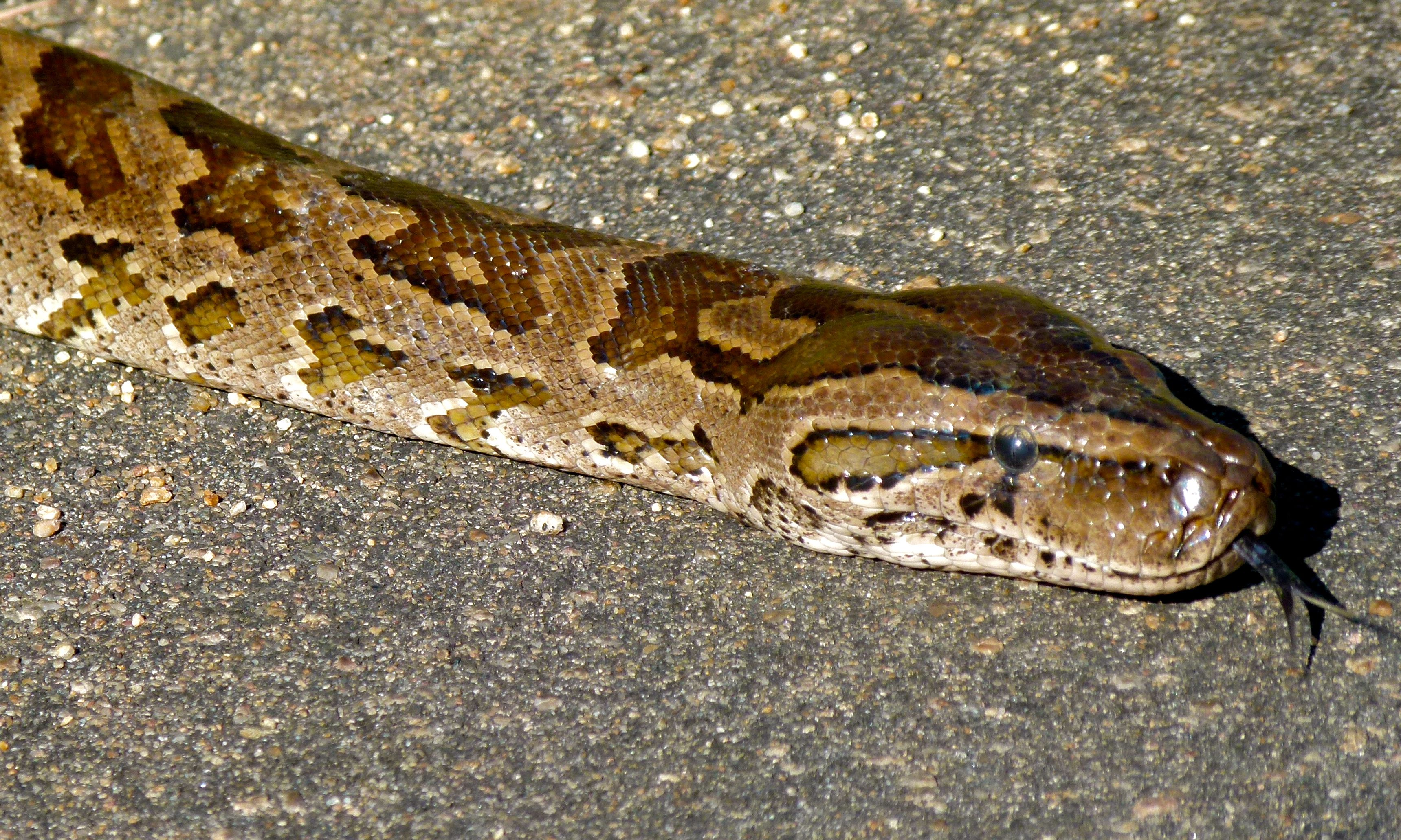
ナタールニシキヘビ P. natalensis